# Lijst van mensen die Gesina heten
Dit is een lijst van mensen met de voornaam Gesina. Gesina is een meisjesnaam.

## Bekende personen met deze voornaam
- Gesina Boerma (ook Gesina Bähler-Boerma), was een Nederlands pionierster op het gebied van het dorpshuiswerk.
- Gesina Boevé, Nederlands graficus en schilder.
- Gesina Brit (ook wel bekend onder de achternaam van haar man van Gaveren), was een dichteres aan het eind van de 17de eeuw.
- Gesina Harmanna Margaretha Maria (Sineke) ten Horn, is een Nederlands politica.